# Bufonides sellatus
Bufonides sellatus är en insektsart som beskrevs av Hinton 1940. Bufonides sellatus ingår i släktet Bufonides och familjen torngräshoppor. Inga underarter finns listade i Catalogue of Life.